# Kraków Zagrzebiowi
Kraków Zagrzebiowi – album autograficzny wydany przez Koło Artystyczno-Literackie w Krakowie w 1881 roku, którego celem było zebranie środków finansowych na rzecz odbudowy chorwackiej stolicy – Zagrzebia, dotkniętej trzęsieniem ziemi rok wcześniej. Pomysłodawcą publikacji był Bronisław Grabowski i Juliusz Mien. W tomie znalazły się rysunki, utwory poetyckie i dramatyczne (pisane odręcznie), a także aforyzmy i inne wpisy najważniejszych galicyjskich pisarzy, artystów i polityków tamtego okresu. Do albumu wpisali się m.in. Jan Matejko, Jacek Malczewski, Seweryn Bieszczad, Juliusz Kossak, Wojciech Kossak, Leopold Loeffler, Władysław Łuszczkiewicz, Adam Asnyk, Jadwiga Łuszczewska (Deotyma), Michał Bałucki, Władysław Anczyc, Stanisław Koźmian, Bronisław Grabowski, Mieczysław Gwalbert Pawlikowski, Maurycy Straszewski, Izydor Dzieduszycki, Karol Lanckoroński, Stanisław Smolka, Karol Estreicher, Józef Szujski, Józef Ignacy Kraszewski. Publikacja, zakazana w zaborze rosyjskim, cieszyła się ogromną popularnością – w ciągu kilkunastu miesięcy ukazały się trzy jej wydania. Całą kwotę przekazano na odbudowę Zagrzebia.
W albumie pojawił się publikowany po raz pierwszy fragment wiersza Adama Mickiewicza pt. Do księcia Golicyna, sygnowany jako W albumie cudzoziemca.

## Reprint
Dokładnie 130 lat po wydaniu oryginału, w 2011 roku, w Zagrzebiu został opublikowany dwujęzyczny reprint albumu pt. Kraków Zagrzebiowi. Album poświęcony ofiarom trzęsienia ziemi z 1880 roku (Wydawnictwo Srednja Europa). Redaktorami publikacji byli slawista Maciej Czerwiński z Uniwersytetu Jagiellońskiego i Magdalena Najbar-Agičić z Zagrzebia. W reprincie opublikowano także redakcje starych tekstów, biogramy autorów i artykuły wprowadzające Róży Książek-Czerwińskiej (Krakowska cegiełka Zagrzebiowi), Slavena Kale (Kraków Zagrzebiowi) oraz wstęp pióra Macieja Czerwińskiego (Jak Kraków Zagrzebiowi... Historia relacji polsko-chorwackich w kontekście albumu wydanego w 1881 roku), a także ostatnie fragmenty tekstów chorwackiego pisarza Augusta Šenoi z cyklu „Zagrebulje” również w przekładzie M. Czerwińskiego.
Promocja albumu nastąpiła w Zagrzebiu 9 grudnia 2011 roku – w dniu podpisania przez Chorwację umowy akcesyjnej z Unią Europejską, której wówczas przewodziła Polska.